# Styles of Beyond
Styles of Beyond är en amerikansk underground rapgrupp från 'San Fernando Valley' i Los Angeles.
Gruppen består av fyra medlemmar. Ryan Patrick Maginn (AKA Ryu), Takbir Bashir (Tak), Colton Raisin Fisher (DJ Cheapshot) och producenten Jason Rabinowiz (Vin Skully). De har gett ut två LP, en mixtape som bygger på Mike Shinodas Fort Minor projekt år 2005.